# بيت النويرة (يريم)

تعديل مصدري - تعديل

بيت النويرة هي إحدى قرى عزلة ارياب بمديرية يريم التابعة لمحافظة إب، بلغ تعداد سكانها 132 نسمة حسب تعداد اليمن لعام 2004.